# Norman Lloyd Johnson
Norman Lloyd Johnson (ur. 9 stycznia 1917 w Ilford, Essex, zm. 18 lipca 2004 w Chapel Hill, USA) – amerykański profesor statystyki pochodzenia brytyjskiego

## Życiorys
Norman Johnson uczęszczał do szkoły średniej w rodzinnym mieście Ilford, a następnie studiował na Uniwersytecie Londyńskim, gdzie w 1936 otrzymał tytuł zawodowy licencjata matematyki, w 1937 – licencjata statystyki, a w 1938 – magistra statystyki. Po studiach w 1938 został asystentem wykładowcy w Katedrze Statystyki na Uniwersytecie Londyńskim.
Podczas II wojny światowej służył pod okiem swojego profesora Egona Pearsona jako oficer eksperymentalny w Ordnance Board.
W 1945 wrócił do pracy w uczelni i pozostał tam do 1962 kolejno jako asystent wykładowcy, wykładowca, a następnie docent. W 1948 otrzymał stopień naukowy doktora statystyki za pracę A Family of Frequency Curves (promotor: Egon Pearson).  W 1949 został członkiem Instytutu Aktuariuszy. Przebywał na zagranicznych stażach naukowych na Uniwersytecie Karoliny Północnej w Chapel Hill (1952–1953) oraz w Case Institute of Technology w Cleveland, Ohio (1960–1961). W 1962 otrzymał stanowisko profesora w Katedrze Statystyki w macierzystym uniwersytecie. W latach 1971–1976 był jej kierownikiem. W 1982 przeszedł na emeryturę, ale nadal był aktywny naukowo. Opublikował ponad 180 artykułów oraz 20 książek naukowych i podręczników, a także współwydawcą 13-tomowej encyklopedii statystycznej Encyclopedia of Statistical Science.
Prywatnie mąż Polki Reginy Elandt. Został pochowany we wspólnym grobie na cmentarzu w Chapel Hill.

## Wybrane publikacje
- Systems of Frequency Curves. Cambridge University Press 1969, 216 ss. (wsp. William Palin Elderton)[4]
- Distributions in Statistics. Discrete distributions, Tom 1. Houghton Mifflin 1969, 328 ss. (wsp. Samuel Kotz)[5]
- Urn Models and Their Application. An Approach to Modern Discrete Probability Theory. Wiley 1977, 402 ss. ISBN 9780471446309 (wsp. Samuel Kotz)[6]
- Breakthroughs in statistics, tom III. Springer Series in Statistics: Perspectives in Statistics. Nowy Jork: Springer-Verlag 1993, 631 ss. ISBN 0-387-94988-7 (wsp. Samuel Kotz)[7]
- Survival Models. Wiley 1990, 601 ss. (wsp. Regina Elandt Johnson)[8]
- Inspection Errors for Attributes in Quality Control. Springer US 1991, 212 ss. ISBN 9780412387708 (wsp. Samuel Kotz, Xizhi Wu)[9]
- Process Capability Indices. CRC 1993, 212 ss. (wsp. Samuel Kotz)[10]
- Continuous Multivariate Distributions: Models and applications. Wiley 2000, 722 ss. (wsp. Samuel Kotz, N. Balakrishnan)[11]

## Odznaczenia i nagrody
- Medal Shewharta Amerykańskiego Towarzystwa Kontroli Jakości
- Nagroda Wilksa Amerykańskiego Towarzystwa Statystycznego